# 델리 리눅스

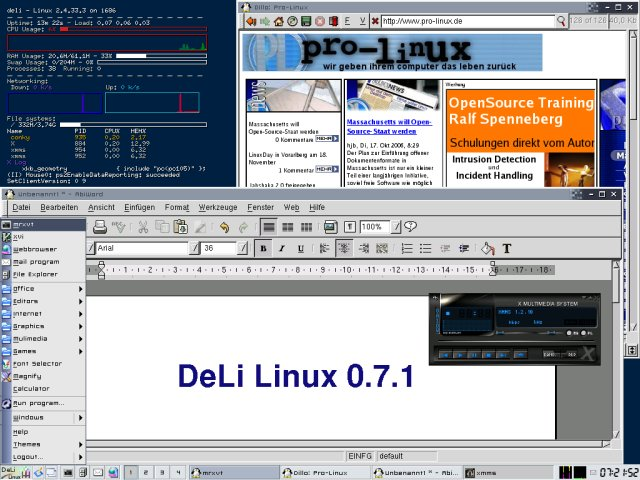
Dillo, Abiword를 실행 중인 델리 리눅스 0.7.1

델리 리눅스(DeLi Linux)는 486 시스템부터 초기 팬티엄 MMX 모델까지 구형의 저사양 PC를 위한 리눅스 배포판이다. 모두 설치해도 300메가 정도로 저장 공간도 많이 차지하지 않고 비록 저용량이지만 이메일, 웹브라우저, 오피스 프로그램이 포함되어 있다.

## 요구사항
델리 리눅스의 최소 사양은 32 MB RAM의 386이다. 486에서 부드럽게 동작한다. 모든 패키지가 포함된 전체 설치는 약 750 MB의 하드 디스크 공간을 요구한다.